# Mona Baker
Mona Baker (nacida Mona Hatim (en árabe: منى حاتم‎) el 29 de septiembre de 1953) es una profesora egipcia de estudios de traducción y directora del Centro de Estudios Internacionales de la Universidad de Mánchester, Inglaterra.

## Carrera
Estudió en la Universidad Americana de El Cairo, donde obtuvo su Licenciatura en Inglés y Literatura Comparada. Posteriormente cursó un máster de lingüística aplicada en la Universidad de Birmingham. En 1995 se trasladó a UMIST (siglas en inglés del Instituto de Ciencia y Tecnología de la Universidad de Mánchester), donde se convirtió en profesora en 1997. Actualmente se ocupa de la Cátedra de estudios de traducción
Es la fundadora de la editorial St. Jerome Publishing, donde se ocupa también de la dirección editorial. También fundó la revista internacional The Translator.
Desde 2009 es miembro honorario de IAPTI. En el marco de esta asociación pronunció un discurso sobre "La ética en el currículo de Traducción/Interpretación"
 Es también co-Vicepresidente de la Asociación Internacional para la Traducción y Estudios Interculturales.
Como investigadora está principalmente interesada en la traducción y el conflicto, el papel de la ética en la investigación y la formación en los estudios de traducción, la aplicación de la teoría narrativa en la traducción e interpretación, las comunidades de activistas en la traducción y los estudios de traducción basados en corpus; ha publicado ampliamente sobre estos temas. También ha participado activamente como editora de obras de referencia.

## Mona Baker y el conflicto de Oriente Medio
Mona Baker escribe sobre el conflicto árabe-israelí e investiga en los campos de la traducción y los estudios interculturales. Su sitio web también cuenta con secciones sobre el boicot de las instituciones académicas israelíes, universidades de Israel y Palestina, opiniones generales sobre Oriente Medio y llamamientos a boicot de los productos y servicios de Israel.

## Controversia sobre el despido de los académicos
Baker fue una de las firmantes de la carta abierta de 2002 para el boicot a instituciones de Israel. Recibió muchas críticas y creó una gran controversia cuando destituyó a dos académicos de Israel, Miriam Shlesinger de la Universidad de Bar-Ilan y Gideon Toury de la Universidad de Tel Aviv, Israel, de los consejos editoriales de sus revistas Translator y Translation Studies Abstracts, debido a su afiliación con las instituciones israelíes.
Baker dijo que su interpretación del boicot era personal y que no esperaba que los demás firmantes reaccionaran de la misma manera en una posición similar.
Baker, egipcia, dijo que estaba desconcertada por el revuelo que habían creado dos periódicos "minúsculos". Una portavoz de la universidad afirmó que: "Esto no tiene nada que ver con UMIST. La documentación del boicot demuestra claramente que Mona Baker lo firma de manera individual."

### Respuesta de los profesores
En un correo electrónico enviado a Toury el 8 de junio de 2002, Baker le pedía que renunciara y le avisaba que, si se negaba, ella "anularía su designación". Baker justificó su acción diciendo que "no deseo continuar una asociación oficial con ningún israelí en las actuales circunstancias", aunque también dijo que su decisión fue "política, no personal" y que ella aún consideraba a los profesores Toury y Shlesinger como amigos.
Toury posteriormente respondió que "agradecería que el comunicado dejara claro que él' (es decir, yo) fue contratado como académico y despedido por ser israelí." Toury también declaró que "estoy ciertamente preocupado, no por el boicot en sí mismo, sino porque éste podría ir creciendo hasta llegar a no ser invitado a conferencias o charlas, o a no ser juzgado por sus méritos en publicaciones periódicas, sino por la identidad del lugar donde vive el autor."
Shlesinger respondió: "No creo que Ariel Sharón vaya a retirarse de Cisjordania porque los académicos israelíes estén siendo boicoteados. El objetivo es boicotearme a mí como israelí, pero no creo que con eso consiga nada."

### Crítica
Las acciones de Baker fueron duramente criticadas por Stephen Greenblatt, académico de la Universidad de Harvard y presidente de la Asociación de Lenguas Modernas de América, que se refirió a los despidos como "repelentes", "peligrosos" e "inmorales". El primer ministro británico Tony Blair también criticó las acciones de Baker, y declaró que iba a "hacer todo lo posible" para detener el boicot académico a los investigadores israelíes.
Judith Butler sugirió que Baker se había "comprometido con los estereotipos antisemitas ya establecidos." Para Jon Pike, la política de "Mona Baker es, en efecto, antisemita: ella no quiere tener ningún contacto con ninguna persona que esté relacionada con instituciones israelitas y con personas judías. Sabemos, por supuesto, que Mona Baker piensa que sus acciones son "apropiadas" (y, cuando se le crítica, se queja con amargura sobre la prensa judía)."

### Respaldo
Baker ha recibido apoyo por parte de diferentes grupos, entre ellos de la Asociación Musulmana de Gran Bretaña y la Campaña de Solidaridad Palestina en Mánchester.

### La respuesta de Baker
Baker escribió una detallada respuesta a las críticas (un resumen fue publicado en el London Review of Books). Baker escribió que "la prensa judía es exclusiva y descaradamente pro-israelí" y mencionó el apoyo recibido por el académico Ilan Pappe. También mencionó una carta al director apoyándola, escrita por Seymour Alexander, quien se identificó como judío británico, y Lawrence Davidson, un judío estadounidense, que es coautor con ella de "In Defence of the Academic Boycott". También criticó "la intensa campaña difamatoria y altamente distorsionadora encabezada mayormente por la prensa judía contra mí en el Reino Unido."
En una entrevista con The Daily Telegraph, Baker expuso que era víctima de "una gran maquinaria de intimidación" que intenta silenciar las críticas hacia Israel, y que "los estadounidenses son los peores infractores". Cuando se le preguntó por el despido, respondió a sus críticas diciendo, "Estoy condenada si voy a ser intimidada. Esta es mi interpretación de la declaración de boicot que firmé y que he intentado dejar claro, pero parece que no ha funcionado. En realidad no boicoteo a los israelíes, sino a las instituciones israelíes." En la misma entrevista, Baker criticó agudamente las políticas israelíes, exponiendo que: "Israel ha ido más allá de los simples crímenes de guerra. Es horrible lo que está pasando ahí. A muchos de nosotros nos gustaría hablar de ello como una especie de Holocausto y en algún momento el mundo despertará, pero será demasiado tarde, tal como hicieron en el anterior."

## Trabajos
- Baker, Mona; Saldanha, Gabriela, eds. (2011). Routledge Encyclopedia of Translation Studies. Routledge. p. 680. ISBN 9780415609845.
- Baker, Mona (2018). In Other Words: A Coursebook on Translation (3rd edición). Routledge. p. 390. ISBN 9781138666887.
- Baker, Mona, ed. (2009). Translation Studies. I, II, III. Routledge. p. 1608. ISBN 9780415344227.
- Baker, Mona, ed. (2010). Translation Studies. Routledge. p. 1608. ISBN 9780415595742.
- Baker, Mona (2019). Translation and Conflict: A narrative account (2nd edición). Routledge. p. 226. ISBN 9781138600447.
- Baker, Mona (2020).  Kim, Kyung Hye; Zhu, Yifan, eds. Researching Translation in the Age of Technology and Global Conflict: Selected Works of Mona Baker (2d edición). Routledge. p. 352. ISBN 9780367109967.
- Editora de Critical Concepts: Translation Studies (Londres y Nueva York: Routledge, 2009)
- Editora de Critical Readings in Translation Studies (Londres y New York: Routledge, 2009)